# Avenue Jean-Jaurès (Villetaneuse)
Pour les articles homonymes, voir Avenue Jean-Jaurès.
L'avenue Jean-Jaurès, est une voie de communication de Villetaneuse. Elle suit le tracé de la route départementale D 25.

## Situation et accès
L'avenue Jean-Jaurès se situe vers le nord de la commune de Villetaneuse, au nord du département de la Seine-Saint-Denis et traverse le parc régional de la Butte-Pinson. Elle est délimitée à l'ouest par le croisement entre la rue Roger-Salengro, l'avenue Victor-Hugo et la rue Maurice-Grandcoing et à l'est par le croisement entre l'avenue Gabriel-Péri, dans la continuité, et le sentier des Moutonnes, à la frontière communale avec Pierrefitte-sur-Seine. Elle se connecte également à la rue Jean-Renaudie, au sentier sous le Jardin, à la rue Édouard-Vaillant, au chemin des Roses et à la rue Gaston-Noreux.
La gare la plus proche est celle de Villetaneuse-Université.

## Origine du nom

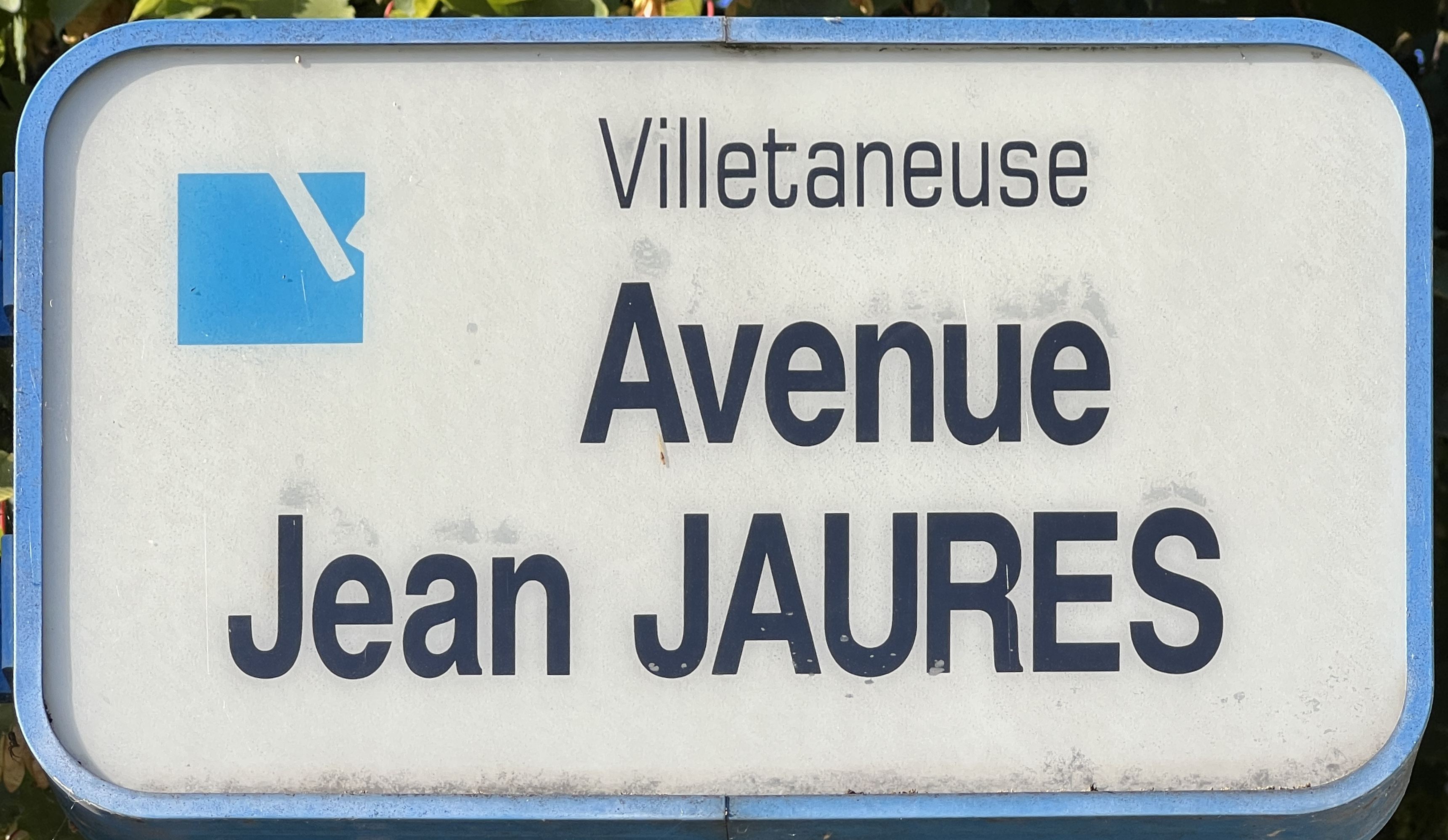
Plaque de l'avenue.

Cette rue rend hommage à l'homme politique Jean Jaurès (1859-1914).

## Historique

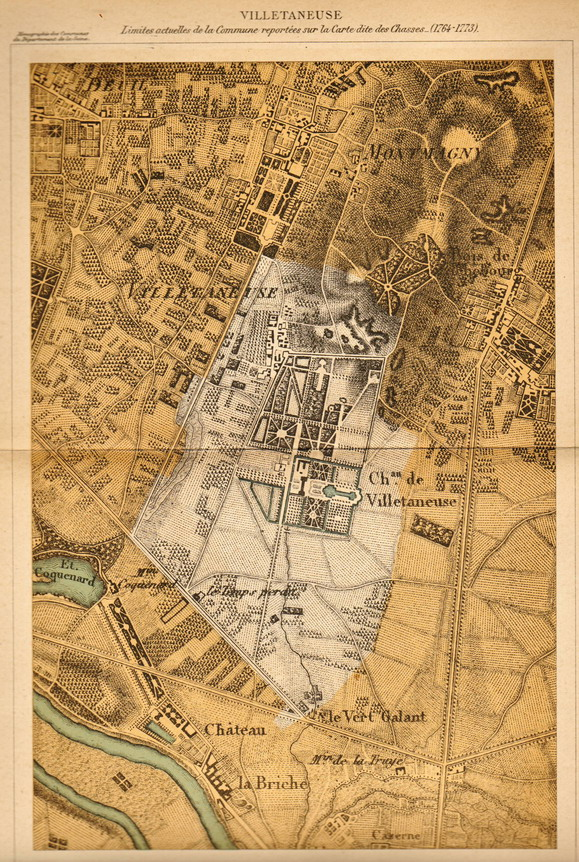
Carte des chasses du Roi, Villetaneuse.

Cette voie de communication suit le parcours du mur d'enceinte nord du château de Villetaneuse.
En 1851, l'avenue Gabriel-Péri est tracée dans son prolongement, pour rejoindre Pierrefitte-sur-Seine.

## Bâtiments remarquables et lieux de mémoire
- Centre socioculturel Clara Zetkin[3].
- Au sud de cet endroit se trouvait le château de Villetaneuse, détruit en 1815.
- Ancien emplacement de l'hôtel de ville de Villetaneuse, construit à la fin du XIXe siècle, et partiellement transformé en bureau de poste[4].
- Stèle et plaque commémorative au croisement avec la rue Gaston-Noreux.